# گریفن
گریفن (به آلمانی: Griffen) یک منطقهٔ مسکونی در اتریش است که در Völkermarkt District واقع شده‌است. گریفن ۳٬۶۷۷ نفر جمعیت دارد.